# Ormosia triangularis
Ormosia triangularis är en tvåvingeart som beskrevs av Alexander 1949. Ormosia triangularis ingår i släktet Ormosia och familjen småharkrankar. Inga underarter finns listade i Catalogue of Life.